# Raphidia exhumata
Raphidia exhumata là một loài côn trùng trong họ Raphidiidae thuộc bộ Raphidioptera. Loài này được Cockerell miêu tả năm 1909.